# La Bombonera
Estadio Alberto J. Armando (známý jako La Bombonera) je fotbalový stadion v argentinském hlavním městě Buenos Aires ve čtvrti zvané La Boca. Byl postaven v mezi lety 1938–1940. Na stadionu hraje své domácí utkání fotbalový tým CA Boca Juniors a dosud 27 utkání zde odehrála také argentinská fotbalová reprezentace. Pořádávají se zde také koncerty.

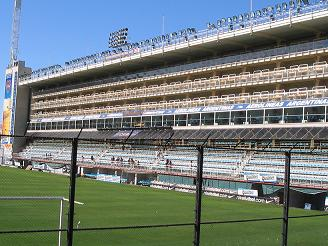
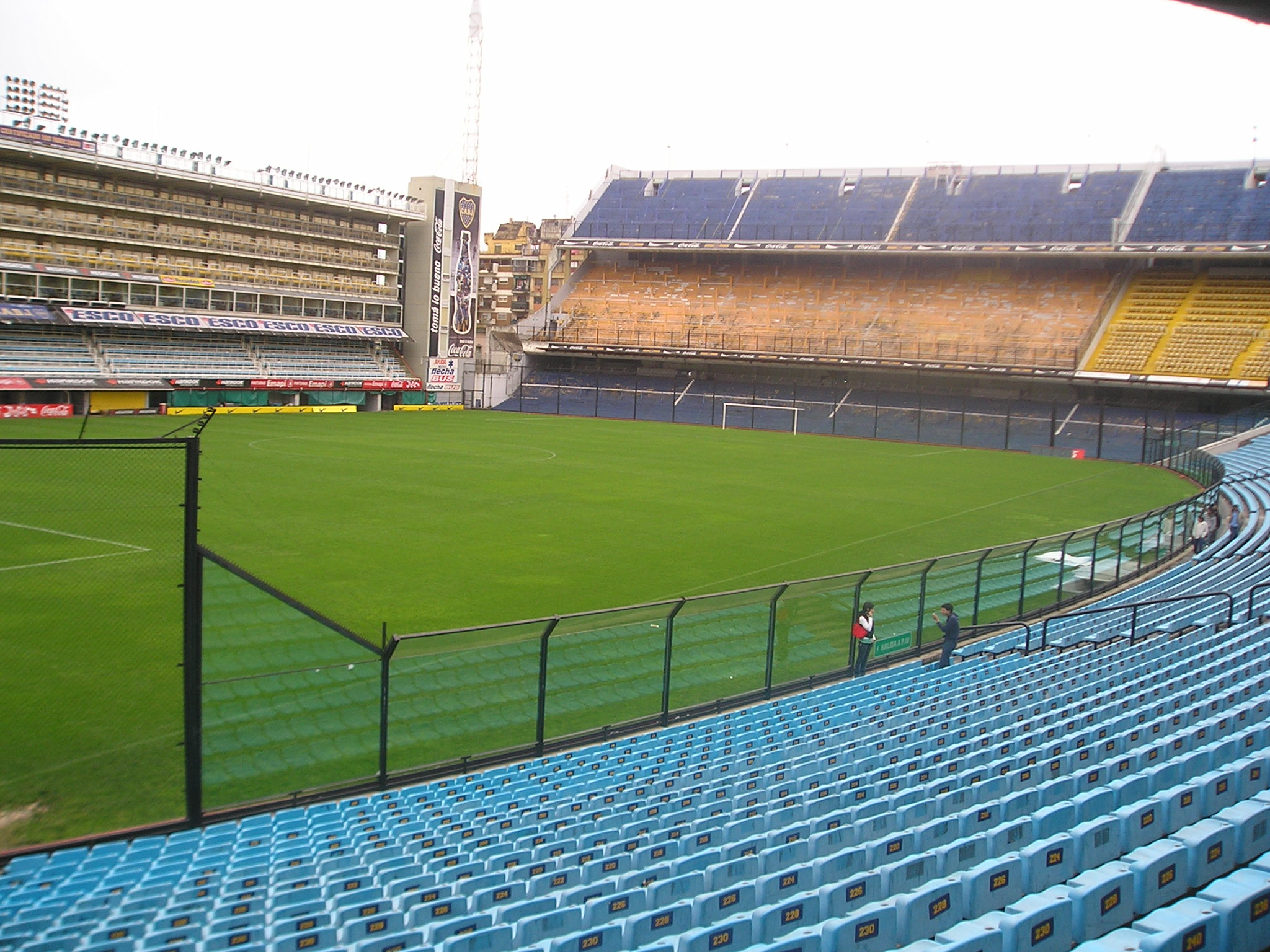
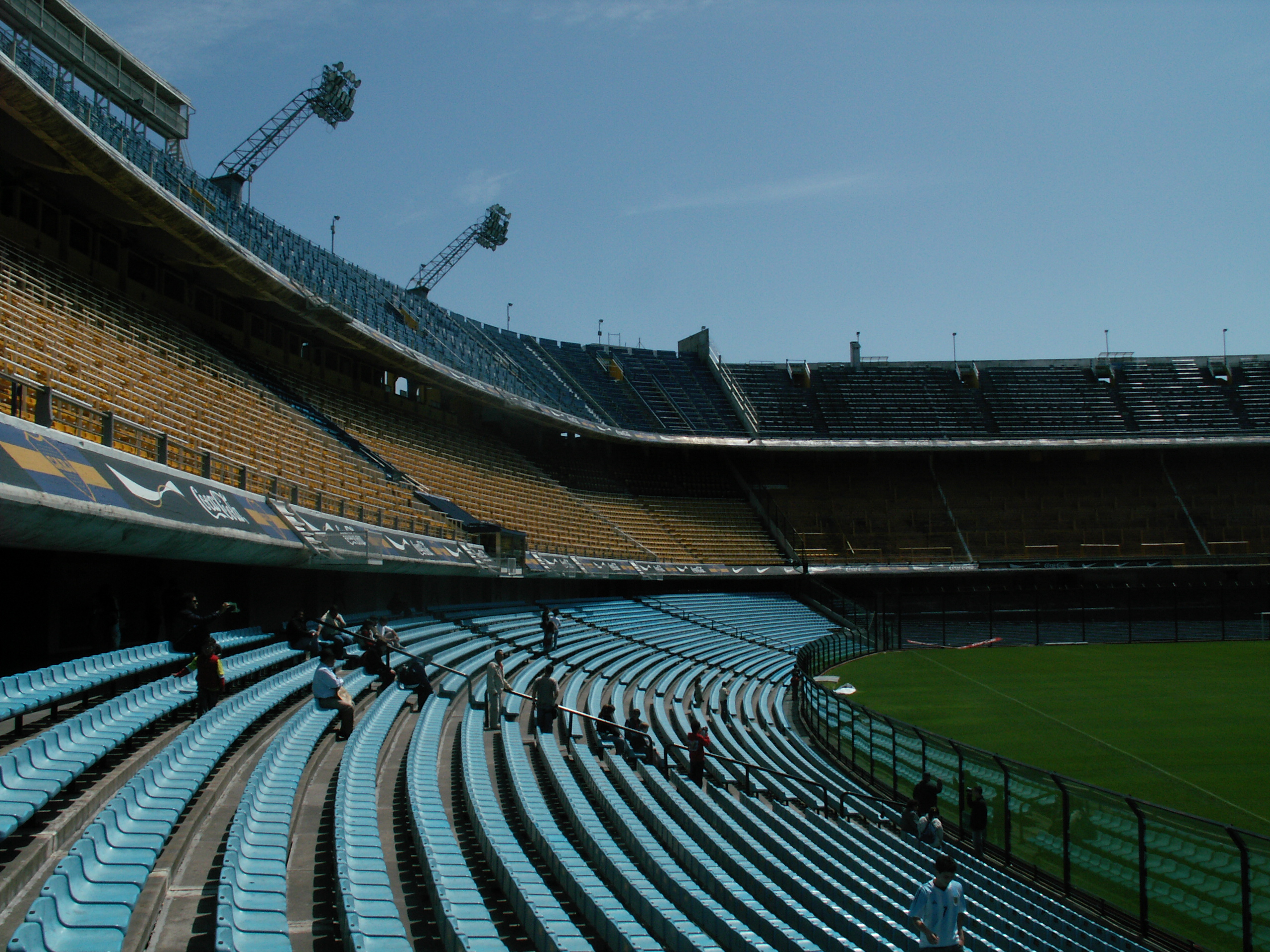
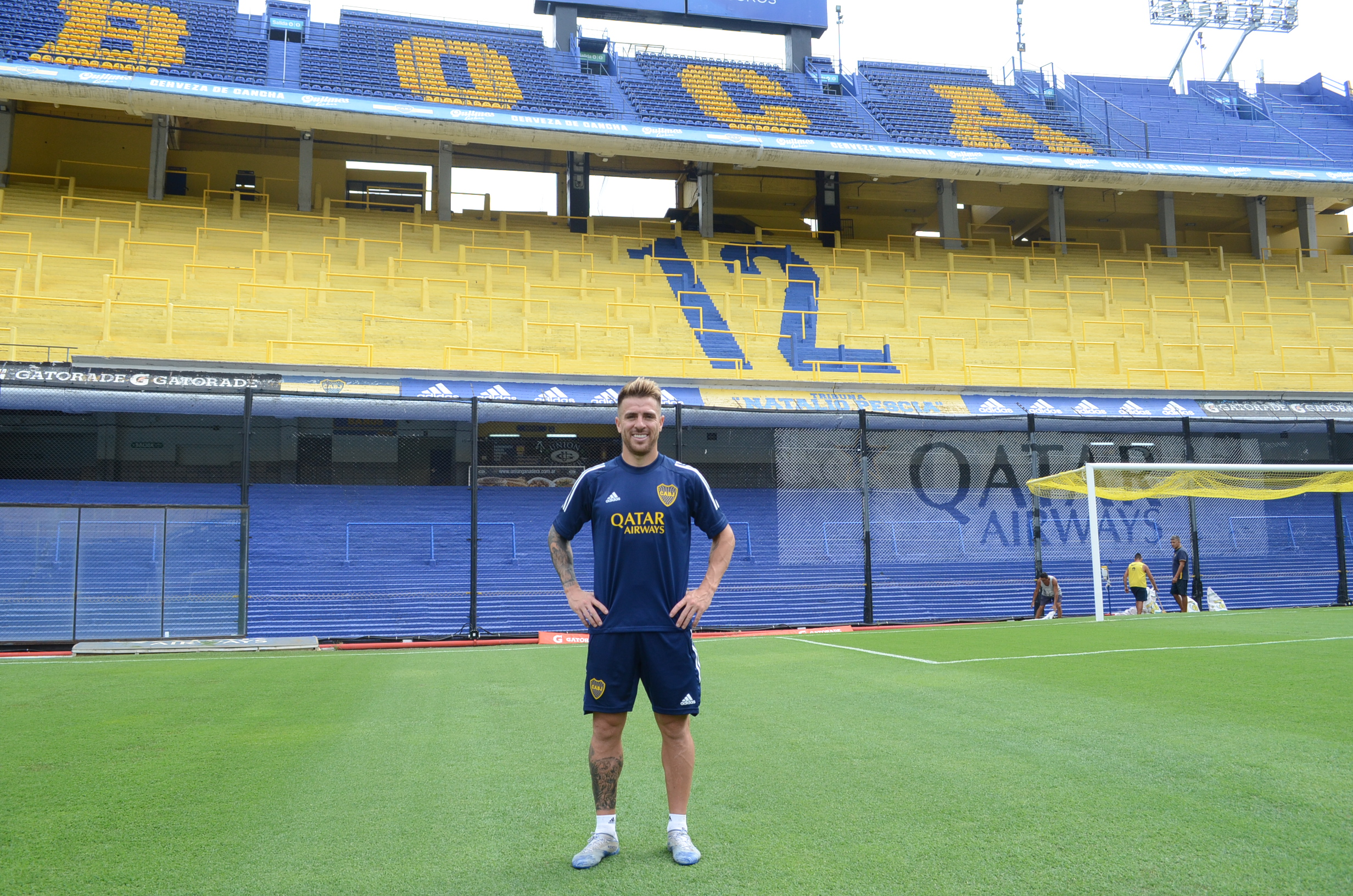
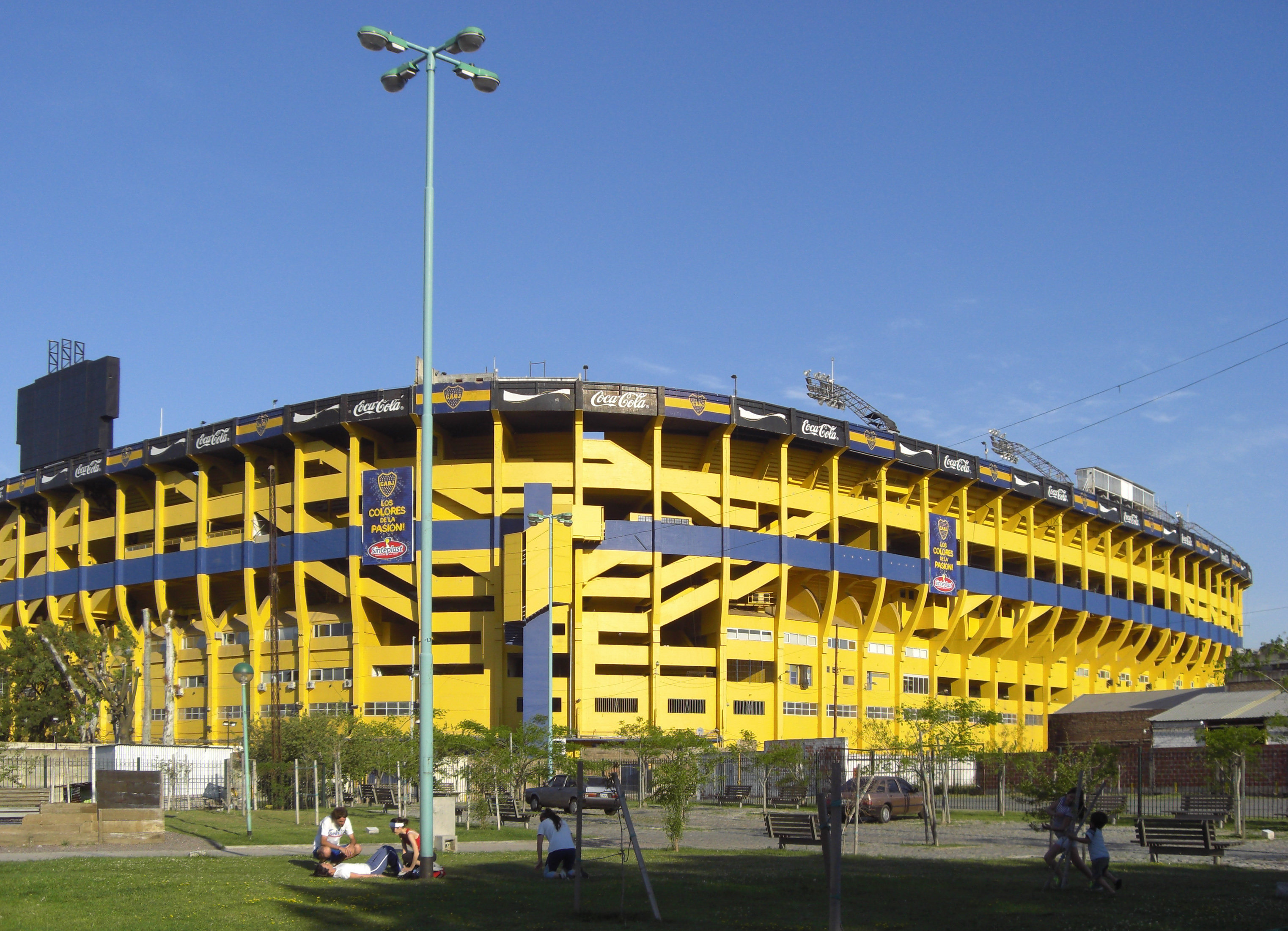